# 鲁桑 (加来海峡省)
鲁桑（法語：Roussent，法語發音：[ʁusɑ̃]）是法国北部-加来海峡大区加来海峡省的一个市镇，属于蒙特勒伊区。

## 地理
鲁桑（50°22'6"N, 1°46'29"E）面积5.04 平方千米，位于法国上法蘭西大區加来海峡省，该省份为法国北部沿海省份，西北濒北海，南至索姆省，东临北部省。
与鲁桑接壤的市镇（或旧市镇、城区）包括：布瓦让、莱皮讷、曼特奈、楠蓬圣菲尔曼、楠蓬。

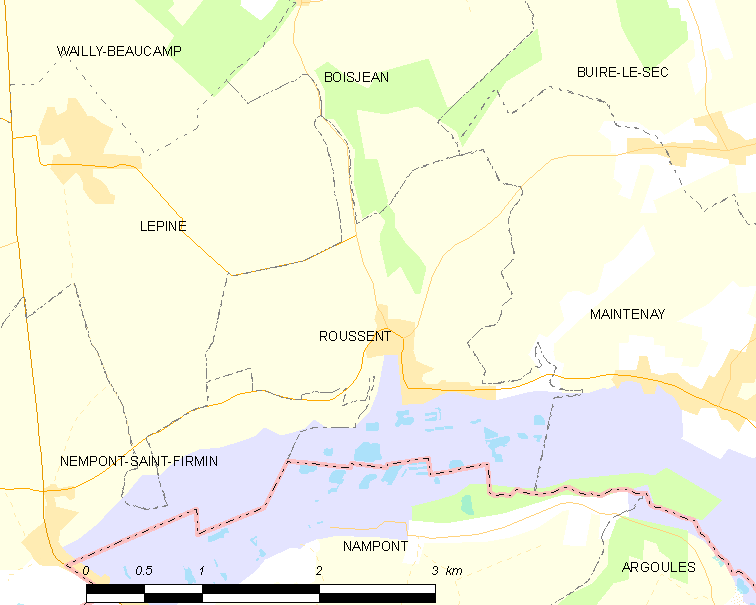
的OSM定位图

鲁桑的时区为UTC+01:00、UTC+02:00（夏令时）。

## 行政
鲁桑的邮政编码为62870，INSEE市镇编码为62723。

## 政治
鲁桑所属的省级选区为欧克西堡县。

## 人口

1962-2008年间人口变化图示

鲁桑于2022年1月1日时的人口数量为247人。